# Gustavo Minervini
Gustavo Minervini (Napoli, 17 maggio 1923 – Napoli, 4 aprile 2015) è stato un giurista e politico italiano, deputato della VIII e IX Legislatura.

## Biografia

### Giovinezza e studi
Gustavo Minervini nasce a Napoli il 17 maggio 1923. Frequenta lo storico liceo ginnasio Umberto I di Napoli, dove stringe amicizia con alcuni compagni dal grande futuro, come Antonio Ghirelli, Raffaele La Capria, Francesco Compagna, Francesco Rosi e soprattutto Francesco Capotorti, grande amico e futuro luminare di diritto internazionale. 
A guerra già iniziata si iscrive alla Facoltà di Giurisprudenza dell'Università di Napoli, laureandosi nel 1944 ed avendo come colleghi di corso, tra gli altri, Francesco Paolo Bonifacio, Giorgio Napolitano e Gerardo Marotta.
Ottenuta la laurea e avendo già iniziato la carriera accademica, a soli 27 anni sposa Carla Anzalone (Napoli, 1927 - Napoli 2015), di famiglia siciliana, il cui nonno per parte materna era Napoleone Colajanni, e che, laureatasi in Lettere Classiche all'Università di Napoli sotto la guida di Amedeo Maiuri, si dedicherà poi all'insegnamento di materie storico-letterarie nelle scuole pubbliche medie e superiori.

### La carriera accademica
Nell'Ateneo napoletano è stato allievo di Alessandro Graziani, fondatore della scuola napoletana del Diritto Commerciale, per il quale è stato un fondamentale aiuto nella redazione di opere ancora oggi basilari in questa importante branca del diritto privato. Comincia la carriera di docente universitario di Diritto commerciale come incaricato presso l'Università di Messina (1949-1953). Nel 1952 vince il concorso e dal 1. novembre 1953 diventa professore ordinario insegnando in molte atenei italiani: Università di Modena, Università di Bari, e nell'Istituto Universitario Navale, prima di tornare ad insegnare dal 1961 al 1979 all'Università di Napoli, presso la Facoltà di Economia e Commercio, di cui sarà Preside dal 1972 al 1978. Da sottolineare l'importanza cui negli anni Settanta assurse sotto la sua guida l'Istituto di Diritto privato, sito in piazza Vittoria a Napoli e che divenne luogo d'incontro di studiosi italiani e stranieri e sede di attività di ricerca in vari rami del diritto privato, del lavoro, commerciale e bancario. Dal 1979 al 2005 è Professore ordinario di Diritto Commerciale nella Facoltà di Giurisprudenza dell'Università di Roma e nella stessa Facoltà sarà poi Professore emerito. 
Per tre anni accademici è stato Professore di Diritto bancario nella Facoltà di Giurisprudenza della Luiss di Roma.

### La carriera professionale
Alla lunga e amata attività scientifica ed accademica, Minervini ha affiancato una intensa attività professionale come avvocato iscritto all'albo della Corte di Cassazione, specialista in materia di imprese, società, banche e mercato finanziario. La profonda e riconosciuta autorevolezza lo hanno portato ad accumulare numerosi e prestigiosi ruoli da consulente: oltre ad aver presto la propria consulenza a varie società e banche, ha lavorato come esperto della Commissione delle Comunità Europee per la elaborazione del primo progetto di Società Europea, nonché in materia di concorrenza; ha rappresentato il Governo italiano in riunioni presso la Commissione europea in tema di società. Inoltre è stato Consigliere Speciale della Commissione europea per vari anni in materia di società; è stato componente della Commissione ministeriale per la riforma delle società per azioni, nominata dalla Presidenza del Consiglio dei ministri nel 1993; Presidente della Commissione ministeriale per lo studio dei mezzi per contrastare i fenomeni di corruzione, nominata dalla Presidenza del Consiglio dei ministri nel 1996; componente del Consiglio Tecnico-Scientifico della Programmazione presso il Ministero del bilancio e della programmazione economica; consulente della Banca d’Italia e della CONSOB, e componente del Comitato Scientifico della CONSOB; è stato Consigliere di Amministrazione della SME s.p.a. e dell’INA s.p.a., Presidente del Consiglio di Amministrazione di Autostrade Meridionali, e sindaco della SOGIN s.p.a. e dell’Enel s.p.a. (1992-2004); Presidente della Fondazione Banco di Napoli e consigliere della Fondazione Teatro di San Carlo.
Nel 2002 fu per pochi mesi amministratore giudiziario della Società Sportiva Calcio Napoli sotto la presidenza di Giorgio Corbelli, salvandola dal fallimento (che arrivò qualche anno dopo sotto la presidenza di Salvatore Naldi).

### La carriera politica
È stato iscritto al Partito Socialista Italiano fino al 1977, ma non rinnovò la tessera in séguito alla estromissione di Francesco De Martino da segretario del partito e l'elezione di Bettino Craxi. Negli anni successivi è stato Deputato al Parlamento per la Sinistra indipendente nell'VIII (dal 20 giugno 1979 all'11 luglio 1983) e nella IX Legislatura (dal 12 luglio 1983 al 1º luglio 1987), ricoprendo nella prima la carica di Vice-presidente della Commissione Bilancio e nella seconda della Commissione Finanze e Tesoro. Come racconterà in una intervista parecchi anni dopo, particolarmente importante per la comprensione dei meccanismi parlamentari fu l'incontro con Gerardo Chiaromonte. Nella IX Legislatura fece parte del gruppo di 20 deputati della Sinistra Indipendente, il cui capogruppo fu Stefano Rodotà, i vice Minervini e Franco Bassanini.

### Morte
È morto a Napoli il 4 aprile 2015.

## Riconoscimenti e onorificenze

### Riconoscimenti
La Facoltà di Economia dell'Università degli Studi di Siena gli ha conferito il 22 maggio 2006 la laurea honoris causa in "Economia e gestione degli intermediari finanziari".

## Opere
- Lo sconto bancario, Napoli, Jovene, 1949, SBN TSA1418885.
- Il mandato, la commissione, la spedizione, Torino, UTET, 1952, SBN RMG0018793.
- Il mandato, la commissione, la spedizione, Torino, UTET, 1957, SBN MIL0088076.
- Gli amministratori di società per azioni, Milano, Giuffrè, 1956, SBN FER0091831.
- Il lavoro nautico, Bari, Cacucci, 1957, SBN TO00396566.
- Il lavoro nautico, 2ª ed., Bari, Cacucci, 1961, SBN SBL0039198.
- Francesco Capotorti e Gustavo Minervini (a cura di), Regole di concorrenza applicabili alle imprese nel mercato comune, Napoli, Morano, 1965, SBN SBL0532225.
- L'imprenditore : fattispecie e statuti. Lezioni raccolte dal dr. U. Belviso, Napoli, Morano, 1966, SBN SBL0284366].
- Società, associazioni, gruppi organizzati, Napoli, Edizioni Scientifiche Italiane, 1973, SBN MIL0159489.
- Gustavo Minervini (a cura di), La crisi dell'impresa industriale : ristrutturazione, riconversione, risanamento finanziario, Napoli, Liguori, 1980, ISBN 9788820709037, SBN MIL0137722.
- Domenico Fausto e Gustavo Minervini (a cura di), Public Enterprises, Napoli, Liguori, 1983, ISBN 9788820711726, SBN UR10002063.
- La Consob : lezioni di diritto del mercato finanziario, Napoli, Liguori, 1989, ISBN 8820718391, SBN CFI0202969.
- Gustavo Minervini (a cura di), Il diritto della borsa nella prospettiva degli anni Novanta, Napoli, Edizioni Scientifiche Italiane, 1993, ISBN 8871047052, SBN MIL0187277.
- Gustavo Minervini e Giulio Vesperini (a cura di), Il controllo del mercato finanziario : Raccolta di disposizioni, Napoli, Liguori, 1993, ISBN 9788820722357, SBN BVE0040862.